# Distretto di Muktsar
Il distretto di Muktsar è un distretto del Punjab, in India, di 776 702 abitanti. È situato nella divisione di Ferozepur e il suo capoluogo è Muktsar.